# Küchenmaß (Leipziger Volumenmaß)
Das Küchenmaß war ein altes regional auf Leipzig beschränktes Volumenmaß. Es fand im Mehlhandel mit Weizenmehl seinen Einsatz und war so definiert:
- 1 Küchenmaß entsprach ½ Leipziger Metze = 128 ½ Pariser Kubikzoll = ¾ preußische Metze = 2 9/11 Liter